# Schiltach
Schiltach è una città tedesca di 4 053 abitanti, situata nel land del Baden-Württemberg.

## Clima
Il clima di Schiltach è classificato come "oceanico" secondo la Classificazione dei climi di Köppen (Cfb).

## Galleria d'immagini

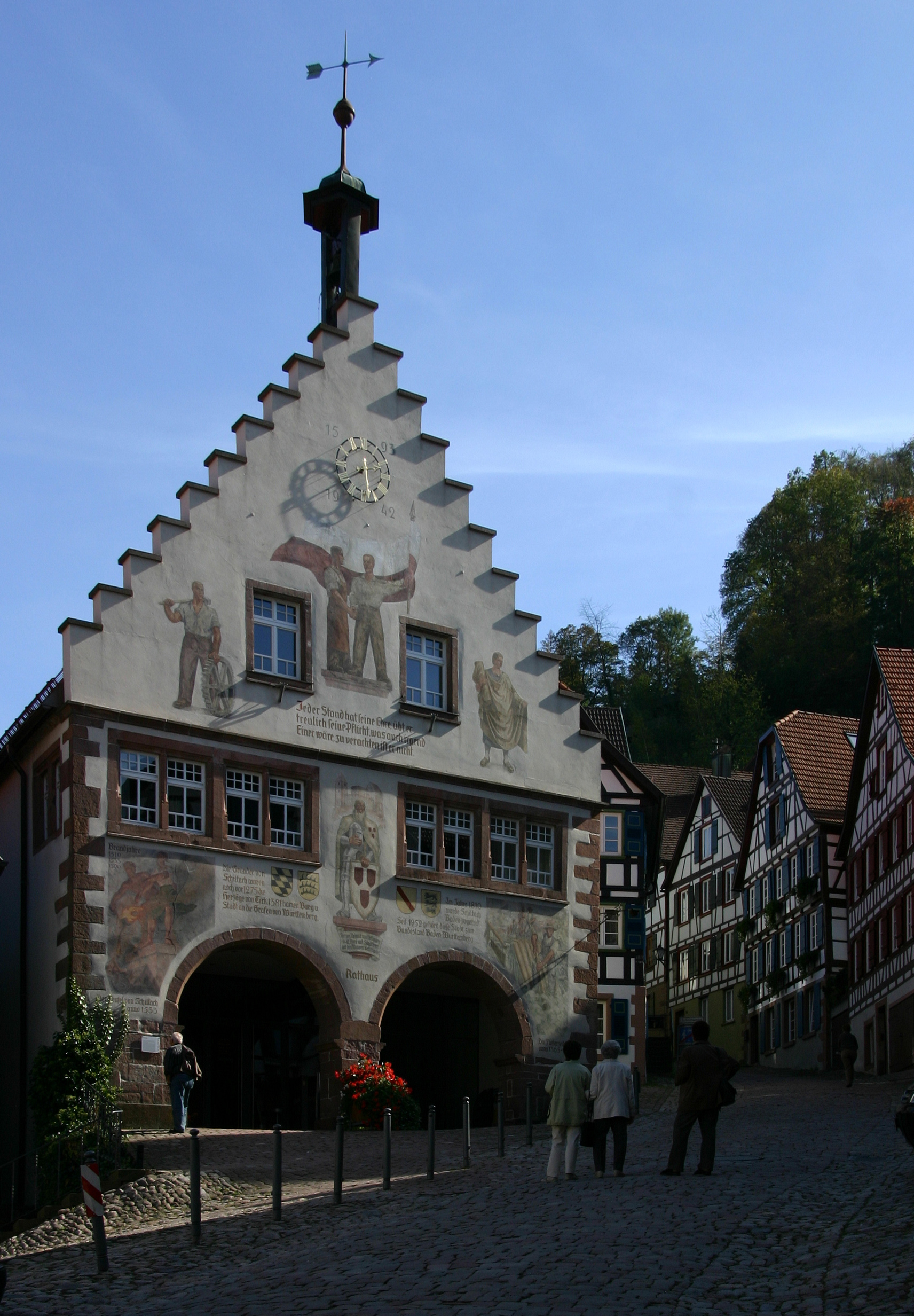
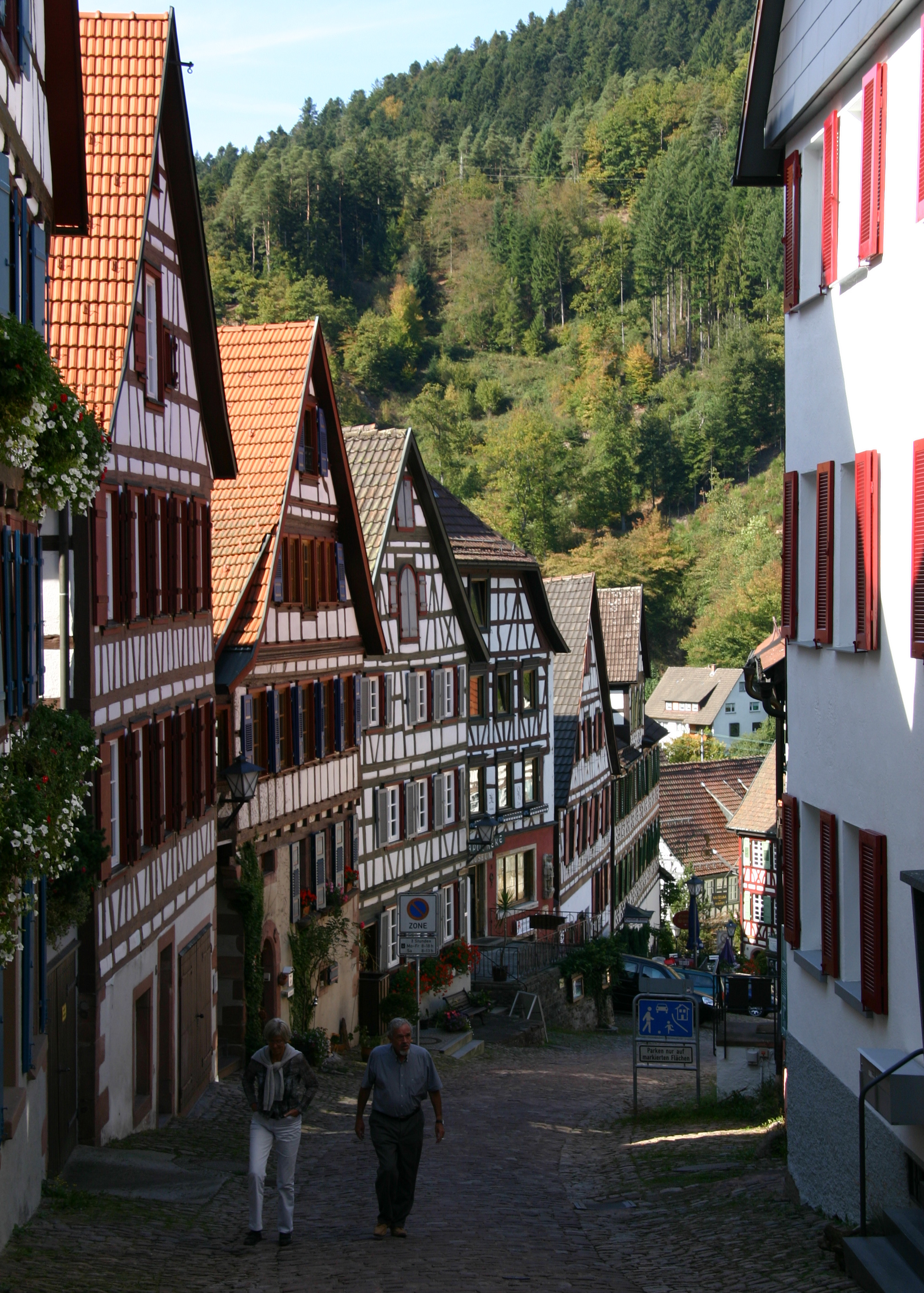
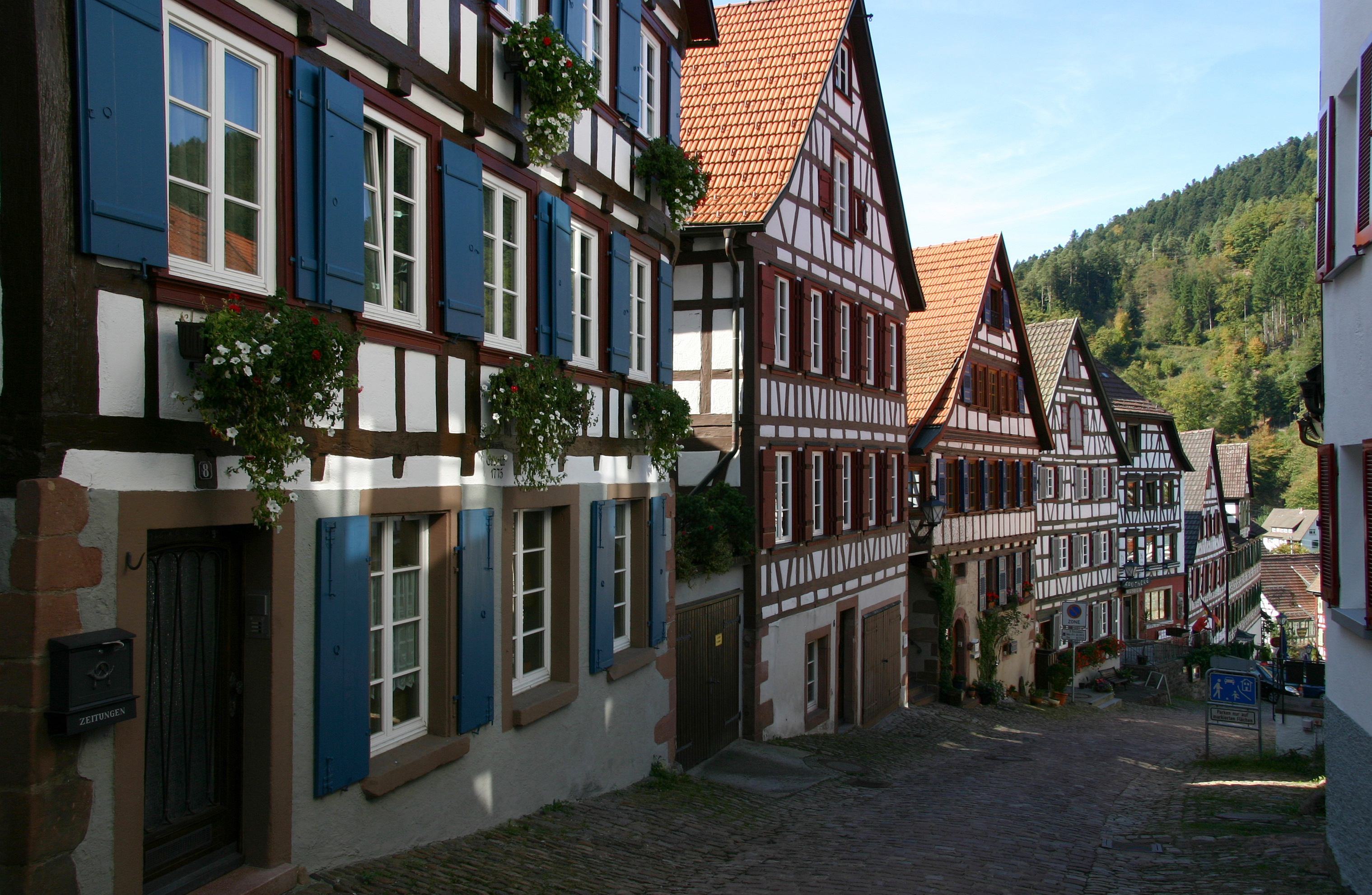
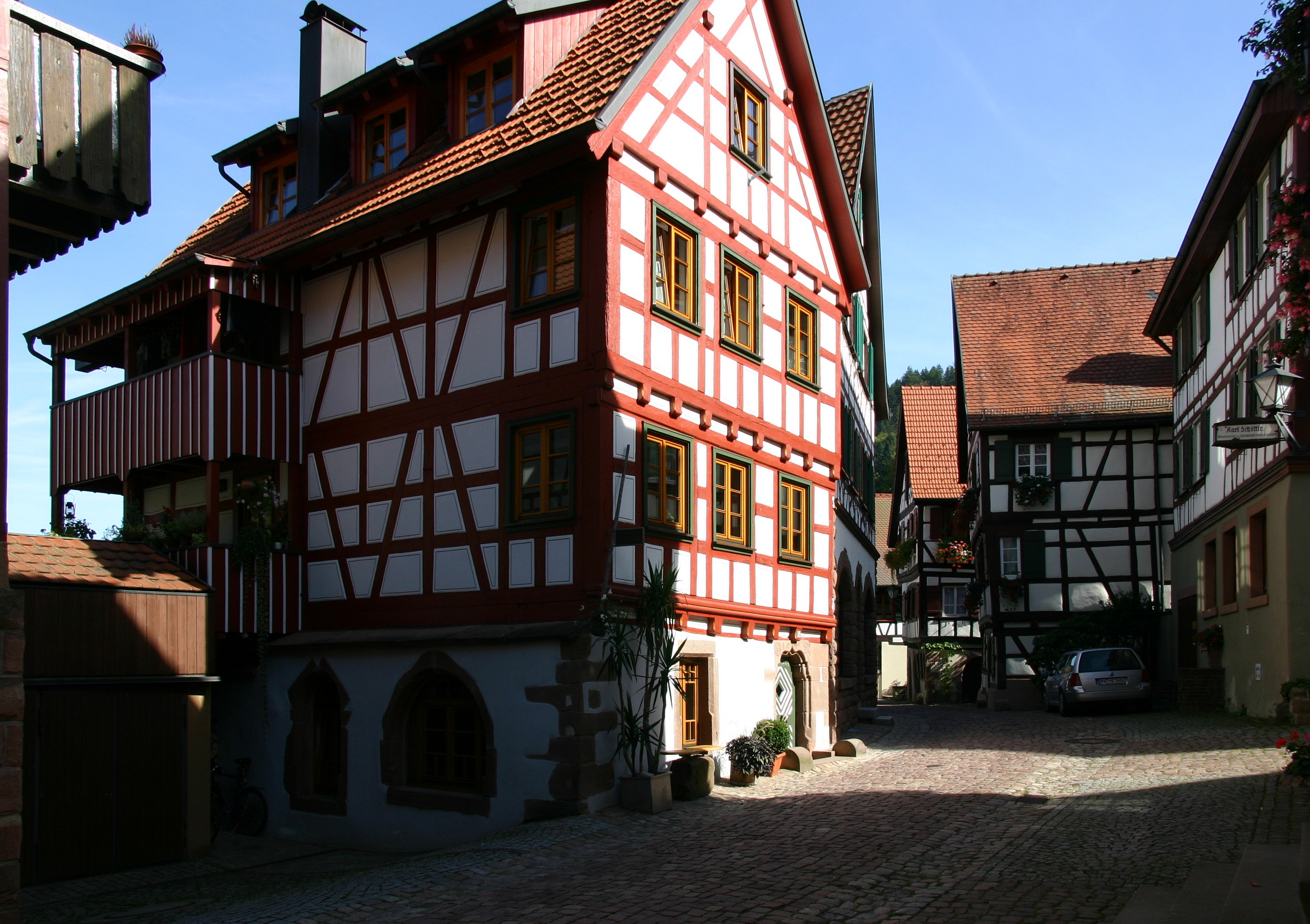